# Jonna Bornemark
Jonna Kajsa Johanna Bornemark, född 19 mars 1973, är en svensk filosof och författare. Hon har uppmärksammats för sin Det omätbaras renässans och andra böcker där ämnen som kroppslighet, mätbarhet, interaktion och bildningsfrågor tas upp. Bornemark är knuten till Södertörns högskola.

## Biografi
Jonna Bornemark är sondotter till författaren Kjell-Olof Bornemark, bror till Valter Bornemark som var gift med Gullan Bornemark. Delar av hennes släkt har bakgrund inom cirkusvärlden; farmodern kom från en överklassfamilj i Ryssland, flydde landet undan kommunismen, uppträdde på cirkus och försörjde sig senare som astrolog.
Bornemarks intresse för filosofiska frågor började i tonåren, via långa diskussioner med sin far och farfar.

### Författande och forskning
Bornemark disputerade i filosofi i januari 2010 på avhandlingen Kunskapens gräns – gränsens vetande: en fenomenologisk undersökning av transcendens och kroppslighet och är numera professor. Hon är verksam som forskare och lärare vid Centrum för praktisk kunskap på Södertörns högskola.
Jonna Bornemark forskar inom fenomenologi, existensfilosofi, religionsfilosofi och praktisk kunskap. Några intresseområden är bildningsfrågor, kvinnan i filosofin, interaktion mellan människa och djur, kroppslighet, mätbarhetens gränser och relationen mellan erfarenhet och teori. Några centrala gestalter i Bornemarks forskning är Edmund Husserl, Max Scheler, Edith Stein, Mechthild av Magdeburg och Giordano Bruno. Hon har mer influerats av olika tyska filosofer, än av den traditionella svenska analytiska filosofin.
År 2018 gav hon ut den uppmärksammade boken Det omätbaras renässans på Volante förlag, som med 30 000 sålda ex nådde ut långt utanför de filosofiintresserades kretsar. Med sin kritik av den svenska nutidens "mät- och utvärderingssjuka" (istället för fokus på kärnverksamheten), gjorde den Bornemark till en av de mest omskrivna nutida svenska filosoferna. Boken har även inspirerat till säsong 2 av Netflix-serien Kärlek & anarki. Hon anser dock att det är något fel på ett samhälle där intresset för filosofi växer.
I Horisonten finns alltid kvar: om det bortglömda omdömet omnämns bland andra filosoferna Cusanus och Aristoteles. Hon beskriver även begrepp som ratio (den strikt rationella och mätande sidan av vårt mänskliga medvetande), ”vadheter” (på latin quidditas: essens, väsen eller kvalitet) och intellectus ("förmågan att fånga upp vadheter"), samt episteme, techne (förmågan att omsätta episteme i praktiken) och fronesis.
Bland andra ämnen i Bornemarks skrivande och forskning finns högerpopulism, autism, nycirkus och relationen mellan sexualiteten och livet. Många av hennes böcker tar avstamp i det konkreta, med ett antal ingångar till förhållandet mellan kroppar och gränser. Hon definierar sig själv som sexpositiv; hon menar att klarsynthet kan förhindra orealistiska krav på en parrelation, liksom att man måste hitta sexualiteten i sig själv innan man är redo att utforska den tillsammans med andra. I Jag är himmel och hav (2022) återkom Bornemark till kroppsligheten, i en bok som utgår från graviditetens varande och jagets gränser även i samband med BDSM.

### Övriga aktiviteter och privat
Bornemark medverkar återkommande i programmet Filosofiska rummet i P1. Den 3 augusti 2017 var hon värd för Sommar i P1.
Jonna Bornemark är inte religiös men har via filosofin fått ett intresse för mystik. Hon beskriver sig som feminist och sexpositiv. Bornemark har tre barn.